# 田文华
田文华（1942年10月1日—），中国河北省正定南岗村人，企业家，原三鹿集团董事长、总经理。她也是第九、十届全国政协委员，先后荣获全国“三八”红旗手、全国劳动模范、全国优秀女企业家称号。
田文华1966年8月毕业于张家口农业专科学校，1968年调入石家庄市牛奶厂，担任兽医，开始从事奶业工作。1987年7月，田文华出任在石家庄牛奶厂基础上成立的三鹿乳业公司党委书记、总经理，在其带领下，三鹿逐渐发展成为中国大型乳业集团，自1993年起，其奶粉销售额位列中国第一。
2008年9月，三鹿集团毒奶粉事件爆发后被免职。同年年底，田文华因此事件被控以“生产销售伪劣产品”罪名提起公诉。2009年1月22日，田文华因犯生产、销售伪劣产品罪，被一审判处无期徒刑，罰金2468萬人民幣。
2014年7月31日，河北省女子监狱向新华社记者证实，2011年11月4日，河北省高院裁定将田文华刑期由无期徒刑减为有期徒刑19年（至2030年11月3日）；2014年5月，石家庄中院裁定对其减去有期徒刑1年9个月。据称，田文华服刑期间认罪服法，遵守监规纪律，先后获考核记功奖励3次。2016年再獲減刑一年半，刑期至2027年8月3日止。